# Архіви Арользена
Архіви Арользена — Міжнародний центр нацистських переслідувань (англ. Arolsen archives — International Center on Nazi Persecution; раніше — Міжнародна служба розшуку (нім. Internationaler Suchdienst; ITS)) — міжнародний центр документації, інформації та досліджень про переслідування нацистським режимом, примусову працю та Голокост у нацистській Німеччині та на її окупованих територіях, що розташовується в Бад-Арользені. Архів містить близько 30 мільйонів документів з концтаборів, детальну інформацію про примусову працю та справи переміщених осіб.
Центр зберігає оригінали документів і досліджує долі переслідуваних нацистським режимом. Архіви доступні для дослідників з 2007 року. У травні 2019 року Центр завантажив близько 13 мільйонів документів і зробив їх доступними для громадськості онлайн. З 2013 року оригінали документів архіву є частиною всесвітньої документальної спадщини ЮНЕСКО.

## Історія
У 1943 році Міжнародний відділ Британського Червоного Хреста звернувся до штабу союзних військ з проханням створити службу реєстрації та розшуку зниклих безвісти. Організація була офіційно оформлена при Верховному штабі союзних експедиційних сил і 15 лютого 1944 року отримала назву «Центральне бюро розшуку» (англ. Central Tracing Bureau). Після війни бюро було переміщено з Лондона до Версаля, потім до Франкфурта-на-Майні і, нарешті, до Бад-Арользена, який вважався центральним місцем серед зон окупації Німеччини союзниками і мав інфраструктуру, що не постраждала від війни.
1 липня 1947 року Міжнародна організація у справах біженців перебрала на себе управління бюро, а 1 січня 1948 року назву було змінено на Міжнародну службу розшуку. У квітні 1951 року адміністративні обов'язки служби перейшли до Верховного комісаріату Об'єднаних Націй у справах Німеччини. Коли статус окупації Німеччини був скасований у 1954 році, Міжнародний комітет Червоного Хреста перебрав на себе адміністративні повноваження Міжнародної служби розшуку.
Боннська угода 1955 року, в якій зазначалося, що жодні дані, які можуть зашкодити колишнім жертвам нацизму або їхнім сім'ям, не повинні публікуватися, та протоколи змін до неї від 2006 року стали правовою основою Міжнародної служби розшуку. Документи в архівах Центру були відкриті для публічного доступу 28 листопада 2007 року.
Розшук зниклих безвісти, з'ясування доль людей, надання інформації членам їхніх родин, а також у питаннях компенсації та пенсійного забезпечення були основними завданнями Центру від самого початку його діяльності. З моменту відкриття архіву нові задачі, такі як дослідження та освіта, а також архівний опис документів, набувають все більшого значення по відношенню до задач розшуку людей. Оскільки нові види діяльності не є частиною його гуманітарної місії, МКЧХ вийшов з управління Центром у грудні 2012 року.
Центр був заснований як організація, що займається пошуком зниклих безвісти осіб, які, як правило, втратили рідних і близьких внаслідок війни, переслідувань або примусової праці під час Другої світової війни. Служба діє на підставі Берлінських угод від грудня 2011 року і фінансується урядом Німеччини. З січня 2013 року інституційним партнером Центра є Федеральний архів Німеччини.

## Діяльність

### Виконання запитів

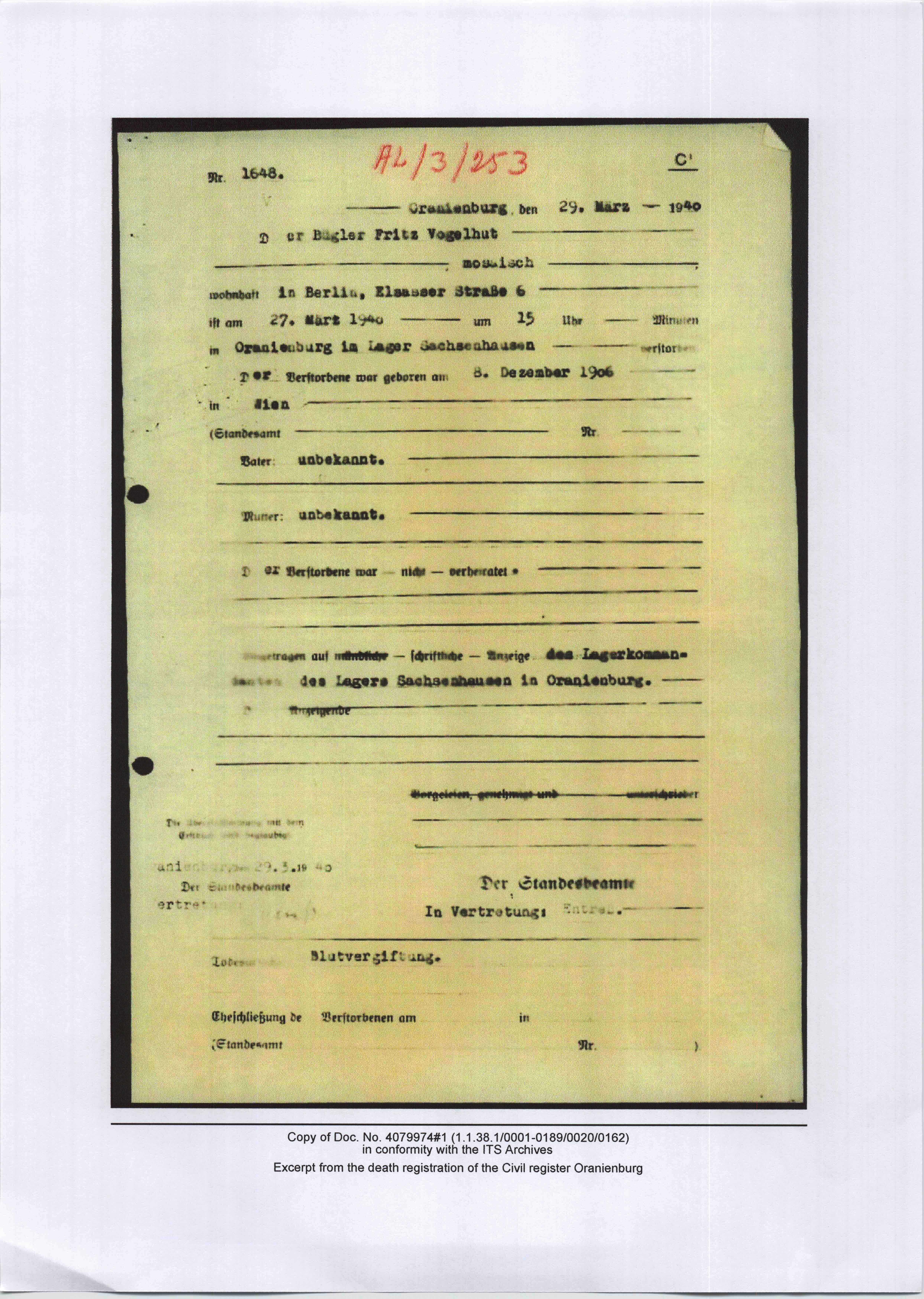
Копія свідоцтва про смерть ув'язненого табору Заксенгавзен від 27 березня 1940 року з архівів Арользена

Серед основних напрямків діяльності Центру — з'ясування доль тих, кого переслідував націонал-соціалістичний режим, розшук рідних нащадків жертв націонал-соціалістичного режиму, а також видача довідок тим, хто вижив, і членам родин жертв націонал-соціалізму.
Поряд із конкретними відомостями про етапи переслідування та копіями відповідних документів у довідках архіву також містяться відомості про історичні передумови. Внаслідок пошукової роботи Міжнародної служби розшуку, яка діяла до 2019 року, щороку в 30 випадках відбувалося возз'єднання родин, члени яких через вигнання на примусові роботи в період націонал-соціалістичного режиму чи еміграцію в повоєнний час ніколи не знали одна одну (наприклад, зведені сестри та брати). У цій роботі Міжнародна служба розшуку тісно співпрацювала зі службами розшуку національних товариств Червоного Хреста і Червоного Півмісяця.
Про наступні групи жертв переслідування націонал-соціалістичним режимом архів надає довідки:
- Люди всіх національностей, яких утримували в ув'язненні в концентраційних таборах, гетто, робітничих таборах і в'язницях гестапо між 1933 і 1945 роками.
- Люди, яких було вивезено на територію колишньої нацистської Німеччини та які були вимушені виконувати примусову роботу.
- Переміщені особи, взяті під захист міжнародними організаціями допомоги біженцям після звільнення.
- Діти, яким на момент звільнення було менш як 18 років, які належали до переслідуваних груп.
- Радянські військовополонені та інтерновані італійські військові, а також інші військовополонені, депортовані до концентраційних таборів.

### Доступ до архівних документів
У 1998 році в архіві розпочався процес оцифрування документів, насамперед задля спрощення процедури виконання запитів і захисту документів, з якими до цього часу доводилося працювати щодня. Більша частина архівного фонду вже оцифрована. Завдяки цьому архів може надати доступ до документів більшій кількості людей. У 2015 році в архівах Арользена розпочався процес зі створення онлайн-архіву.
У Бад-Арользені зацікавлені особи можуть проводити пошук у базі даних і вивчати оцифровані документи. Електронні публікації архівних документів перебувають у розпорядженні семи партнерських організацій: Державного архіву Бельгії у Брюсселі, Національного архіву Франції в П'єррфітт-сюр-Сен, Бібліотеки Вінера в Лондоні, Яд Вашем в Єрусалимі, Центру сучасної та цифрової історії Люксембурзького університету, Інституту національної пам'яті у Варшаві та Меморіального музею Голокосту у Вашингтоні.
З моменту відкриття архіву 2007 року та перетворення Міжнародної служби розшуку на Центр документації про переслідування націонал-соціалістичним режимом опис документів в архіві проводять відповідно до необхідності історичного дослідження та архівного спрямування.

### Дослідження
Архів надає допомогу в дослідженнях, проводить практичні семінари та конференції і завдяки реалізації проєктів з організації пересувних виставок і публікацій демонструє дослідницький потенціал. Група співробітників архіву виконує запити наукового характеру та консультує дослідників під час їхніх відвідин. Новим завданням у галузі дослідження є співпраця з партнерськими організаціями щодо аналізу інформаційних фондів цифрового архіву Арользена, щоб історичні події або структури можна було відтворити відповідно до можливостей цифрового зображення.

## Фонди

### Документи
Архів має одну з найбільших у світі колекцій документів про переслідування націонал-соціалістичним режимом. У колекції налічується близько 30 мільйонів документів періоду між 1933 і 1945 роками, а також першого повоєнного часу. Документи оголюють масштаби злочинів, пов'язаних із переслідуванням і знищенням унаслідок націонал-соціалістичного режиму, нелюдською експлуатацією за рахунок примусової праці та наслідками викрадення мільйонів людей.
Базу архіву складають вилучені союзниками фонди документів нацистської бюрократії про масові вбивства, Голокост і переслідування. Серед них знаходяться вцілілі акти багатьох концентраційних таборів, в'язниць і гетто. Система примусової праці документується на основі робочих книжок, медичної документації, документів про страхування, реєстраційних карток з адміністративних органів, лікарняних кас і свідоцтв від роботодавців. В архіві є також акти про Лебенсборн, організацію Тодта, гестапо і СС.
У складі документації знаходяться документи з подробицями про розшук зниклих, допомогу союзниками переміщеним особам та їхнє забезпечення після 1945 року. Серед них — медична документація про тих, хто вижив у концентраційних таборах, документи Служби розшуку дітей, головні картотеки з реєстрації, а також еміграційні списки. З метою отримання найповнішої інформації служба займалася збором документів, наприклад, з архівів підприємств про роботу примусових робітників, а також копій документів з інших архівів.
Важливий фонд становлять документи, які з'явилися в результаті пошукової та документаційної роботи Центру. До них належить Центральна поіменна картотека, що налічує близько 50 мільйонів каталожних карток. У них містяться відомості на 17,5 мільйонів осіб, з них приблизно три мільйони становлять запитувані особи, на яких до архіву робилися запити. На підставі запитів було створено так звану документацію з кореспонденцією, що містить також листування з тими, хто вижив, і членами їхніх сімей.

### Особисті речі
Під особистими речами слід розуміти речі, вилучені у в'язнів під час ув'язнення їх у концентраційні табори. В архіві перебувають на зберіганні особисті речі близько 3200 колишніх в'язнів, з них поіменно відомі приблизно 2700 осіб. Ці речі, як правило, не становлять матеріальної цінності, але мають дуже велике моральне значення для членів сім'ї. Нерідко вони є останньою пам'ятною річчю. Серед особистих речей знаходяться гаманці, посвідчення особи, фотографії, листи, документи, а також в окремих випадках предмети біжутерії, портсигари, обручки, годинники або авторучки колишніх в'язнів концентраційних таборів. На зберіганні перебувають здебільшого особисті речі в'язнів із концентраційних таборів Ноєнгамме і Дахау. Зберігаються також особисті речі деяких в'язнів гестапо міста Гамбург, концентраційних таборів Нацвейлер-Штрутгоф і Берген-Бельзен, а також пересильних таборів Амерсфорт і Руальє в Комп'єні.
Архів ставить собі за мету повернути особисті речі власникам або їхнім родинам. Це вдавалося зробити в деяких випадках щорічно. Кількість повернутих речей зросла, відколи 2015 року фотографії особистих речей були представлені в онлайн-архіві Арользена і зацікавлені особи з усього світу змогли проводити тут пошук. Архів детально інформує на своєму вебсайті про фонд особистих речей.

### Електронні публікації архівних документів
До завдань архіву належить надання широкому колу громадськості доступу до архівних документів. У 2015 році організація почала поступово виставляти вибіркові фонди в онлайн-архіві. Критерієм для опублікування документів на порталі насамперед є ступінь наукової розробленості та архівного опису. Документи можуть становити інтерес як для дослідження, так і для самих постраждалих, їхніх рідних і нащадків, а також для тих, хто вивчає родовід, або, приміром, для роботи в рамках шкільних проектів. У перших трьох фондах 2015 року в електронному вигляді було представлено знімки особистих речей, що зберігаються в архіві, розділ документального фонду з документацією Служби розшуку дітей, а також документи про марші смерті з геокодованим зображенням на карті. На карті позначені всі населені пункти, щодо яких є документи.